# Pharomachrus auriceps
Pharomachrus auriceps е вид птица от семейство Трогонови (Trogonidae).

## Разпространение
Видът е разпространен в Боливия, Венецуела, Еквадор, Колумбия, Панама и Перу.